# Ріпко Олексій Миколайович
Олексі́й Микола́йович Ріпко́ (Олекса Ріпко; 12 (25) грудня 1907, Охтирка — 7 березня 1983, Львів) — український театральний режисер і педагог. Режисер Національного академічного українського драматичного театру імені Марії Заньковецької у 1956—1983 роках. Заслужений діяч мистецтв УРСР (1982).

## Життєпис
Олексій Ріпко народився 1907 року в Охтирці на Слобожанщині, нині Сумська область України.
Втративши батька в чотирнадцятирічному віці як старший у родині, пішов працювати писарчуком-кур'єром до комунгоспу. Отримавши там паспорт, зміг перебратися на таку ж роботу до Харкова, де мріяв потрапити на сцену. Згодом, за сприяння режисерів курбасівської школи Бориса Тягна та Володимира Скляренка, потрапив до Харківського театру робітничої молоді.
Творчу діяльність розпочав 1929 року. Працював у театрах Сум, Охтирки, Тернополя, Львова.
У 1932—1934 роках навчався на режисерському факультеті Харківського театрального інституту.
Працював у Першому українському театрі для дітей та юнацтва.
1949—1956 — режисер Тернопільського академічного обласного драматичного театру ім. Т. Шевченка.
1956—1983 — режисер Національного академічного українського драматичного театру імені Марії Заньковецької.
Викладав у театральній студії при театрі. Серед його учнів — народні артисти України Олександра Бонковська та Степан Глова.
За спогадами Народної артистки України Лариси Кадирової «Олекса Миколайович Ріпко… до безуму любив Україну, любив цю землю, шанував культуру, наслідував її традиції у власному житті. Ставив багато класики — твори українських корифеїв».

## Вистави
- «Марія Заньковецька» І. Рябокляча,
- «Сестри Річинські» І. Вільде,
- «Суєта» І. Карпенка-Карого,
- «Невольник» М. Кропивницького,
- «Сава Чалий» І. Карпенка-Карого,
- «Хазяїн» І. Карпенка-Карого (1979 року екранізовано Укртелефільмом, режисер Ю. Некрасов).